# Identité traditionnelle
En ce qui concerne le territoire, les identités traditionnelles s'inscrivent dans une histoire plus ou moins longue, remontant parfois jusqu'au Xe – XIIe siècle, avec notamment la mise en place du réseau des paroisses, l'identification progressive des territoires locaux, la multiplication des toponymes ; mais leur émergence est également liée à l'exploration du territoire national après la Révolution (statistiques du Consulat, inventaire du patrimoine historique à partir des années 1830). L'émergence de l'identité traditionnelle du territoire est également liée aux travaux de l'érudition locale, et plus encore au développement du tourisme vers la fin du XIXe siècle, avec le développement du réseau des chemins de fer locaux. Ce processus de construction de l'identité traditionnelle du territoire est  illustré par le cas des pays d'ordre naturel de la Touraine et du pays d'ordre historique qu'est le Vendômois. L'identité traditionnelle est également liée aux travaux sur le folklore d'érudits locaux et tenant du régionalisme comme Jacques-Marie Rougé en Touraine.